# Vince Lombardi
Vincent Thomas Lombardi, detto Vince (Brooklyn, 11 giugno 1913 – Washington, 3 settembre 1970), è stato un allenatore di football americano statunitense, noto per essere stato negli anni sessanta l'allenatore dei Green Bay Packers della National Football League, con i quali vinse cinque campionati e due Super Bowl consecutivi nel 1966 e nel 1967.
Il trofeo del Super Bowl fu rinominato in suo onore Vince Lombardi Trophy; più tardi il primo stadio di football americano europeo fuori dalle basi NATO fu intitolato al suo nome. Fu inserito nel 1971 nella Pro Football Hall of Fame.
Giocò a Football alla St.Francis Preparatory School, e più tardi nella Fordham University. Incominciò la sua carriera da assistente alla Fordham University e nei New York Giants prima di diventare l'allenatore dei Green Bay Packers dal 1959 al 1967 e dei Washington Redskins nel 1969. Nella sua carriera non ebbe mai una stagione perdente: in 202 partite ottenne 147 vittorie, 47 sconfitte e 6 pareggi.

## Biografia

### Primi anni
Vince Lombardi nacque nel borough newyorkese di Brooklyn l'11 giugno 1913, da Enrico "Harry" Lombardi e Matilda "Mattie" Izzo.
I suoi nonni erano emigrati negli Stati Uniti dall'Italia meridionale, Salerno (Campania) e Vietri di Potenza (Basilicata).
Vince era il maggiore di sei tra fratelli e sorelle.
A 12 anni iniziò a giocare in una squadra di football a Sheepshead Bay (Brooklyn), nella stessa zona dove abitava assieme alla famiglia.
Terminò le primarie inferiori a 15 anni e in seguito entrò in seminario per diventare sacerdote cattolico.
Nel seminario giocò sia a baseball che a pallacanestro, ma non riuscì mai ad essere competitivo, a causa della sua gracilità fisica. 
Tuttavia, contro le regole dell'istituto, continuò di nascosto a giocare a football.
Dopo quattro anni di seminario decise di abbandonarlo, iscrivendosi nel 1932 alla St. Francis Preparatory.

### Carriera da allenatore
(Vince Lombardi)

#### New York Giants
Nel 1954, Lombardi, all'età di 41 anni, iniziò la sua carriera nella NFL New York Giants, svolgendo il ruolo di coordinatore offensivo sotto la direzione del nuovo allenatore Jim Lee Howell. I Giants avevano terminato la precedente stagione, la 23ª come allenatore di Steve Owen con un record di 3-9. Per la sua terza stagione, Lombardi, assieme al coordinatore difensivo, l'ex cornerback All-Pro Tom Landry, trasformò i Giants in una squadra da titolo, battendo i Chicago Bears 47–7 nella finale di campionato del 1956. Ad un certo momento della sua carriera con i Giants, Lombardi era preoccupato di non riuscire ad ottenere un posto come capo-allenatore a causa dei pregiudizi sulle sue origini italiane, in particolar modo nei college del sud. Howell scrisse numerose raccomandazioni per aiutare Lombardi ad ottenere quel ruolo. Vince fece domanda per il posto di capo-allenatore a Wake Forest, Notre Dame e altre università e, in alcuni casi, non ricevette nemmeno una risposta.

#### Green Bay Packers
Per la stagione 1958, i Packers, con cinque futuri Hall of Famer in squadra, conclusero con un record di 1–10–1, il peggiore della loro storia. Il morale dei giocatori era a terra, gli azionisti dei Packers delusi e la comunità di Green Bay infuriata. L'ansia a Green Bay era estesa a tutta la NFL, a causa della solvibilità finanziaria della franchigia che la mettevano in pericolo di scomparire. Il 2 febbraio 1959, Vince Lombardi accettò il ruolo di capo-allenatore e general manager dei Green Bay Packers.
Lombardi creò regimi di allenamento durissimi e si attese una dedizione e uno sforzo assoluti dai suoi giocatori. Nel 1959 i Packers videro un miglioramento immediato, terminando con un record di 7–5, con Lombardi che fu premiato come allenatore dell'anno. I tifosi apprezzarono ciò che Lombardi stava tentando di fare, rispondendo rendendo le gare della stagione 1960 esaurite in ogni ordine di posto, incluse quelle di pre-stagione e di playoff.
Nel suo secondo anno, Green Bay vinse la Western Conference per la prima volta dal 1944. La vittoria, assieme alle sue ben note credenze religiose, portarono la comunità di Green Bay a soprannominarlo "Il Papa". Lombardi guidò i Packers alla finale di campionato del 1960 contro i Philadelphia Eagles. Prima di quella partita, Lombardi si incontrò con Wellington Mara e lo informò che non avrebbe accettato il ruolo di capo-allenatore dei Giants che gli era stato offerto alla fine della stagione 1959. Nell'ultima azione della partita, che avrebbe potuto portare la squadra alla vittoria, i Packers furono fermati a poche yard dalla end zone. Lombardi subì così la sua prima, e unica, sconfitta nei playoff della sua storia. Dopo la gara, dopo che la stampa ebbe lasciato lo spogliatoio, Lombardi disse alla squadra: "Questo non accadrà più. Non perderemo mai un altro titolo."Maraniss 1999, p. 265. Nei suoi anni successivi come allenatore dei Packers, Lombardi fece presente ai suoi running back che non fossero riusciti a segnare a una yard di distanza, l'avrebbe considerato come un affronto personale avrebbe cercato vendetta. La sua squadra vinse le successive nove gare di playoff disputate, un record che resistette fino a che Bill Belichick ne vinse dieci tra il 2002 e il 2006. I Packers sconfissero i Giants nella finale del 1961 (37–0 a Green Bay) e del 1962 (16–7 allo Yankee Stadium), vincendo i primi due titoli dell'era Lombardi. Dopo il titolo del 1962, il Presidente John F. Kennedy chiamò Lombardi chiedendogli "se sarebbe tornato ad allenare la squadra dell'esercito" (che aveva già allenato come assistente prima Giants); Kennedy ricevette un tacito rifiuto. La sua unica altra sconfitta nei playoff avvenne contro i St. Louis Cardinals nel Playoff Bowl (gara per il terzo posto) dopo la stagione 1964 (ufficialmente classificato come una sfida di esibizione).
Escluse le amichevoli, Lombardi ebbe un ruolino come capo-allenatore di 105–35–6 (74% di vittorie) e non ebbe mai una stagione con un record negativo. Guidò il club a tre titoli NFL consecutivi, nel 1965, 1966 e 1967, un'impresa compiuta solo un'altra volta nella storia della lega (da Curly Lambeau, cofondatore dei Packers, che li allenò durante i loro primi tre titoli, nel 1929, 1930 e 1931). Al termine delle stagioni 1966 e 1967, Green Bay andò a vincere i primi due Super Bowl della storia.

#### Washington Redskins
Lombardi lasciò l'incarico di capo-allenatore dei Packers dopo la stagione 1967, rimanendo in carica per un'altra stagione come general manager. Lasciò l'incarico a Phil Bengtson, suo assistente da diversi anni, ma la squadra concluse con un bilancio di 6–7–1 rimanendo fuori dai playoff. Nel 1969 assunse il doppio ruolo di allenatore e general manager dei Washington Redskins. Nella sua prima e unica stagione li portò a un record di 7–5–2, il primo bilancio positivo negli ultimi 14 anni, mettendo le basi per i successi di Washington all'inizio degli anni settanta sotto la guida di George Allen. Vince morì il 3 settembre 1970 per un carcinoma al colon all'età di 57 anni.

## Palmarès
- Campione NFL: 6

New York Giants: 1956 (come coordinatore difensivo)
Green Bay Packers:  1961, 1962, 1965, 1966, 1967
- Super Bowl : 2

Green Bay Packers: I, II
- Allenatore dell'anno: 2

1959, 1961
- Pro Football Hall of Fame (classe del 1971)
- Green Bay Packers Hall of Fame (dal 1975)
- Washington Redskins Ring of Fame (dal 1997)

## Record come capo-allenatore
| Squadra    | Anno       | Stagione regolare | Stagione regolare | Stagione regolare | Stagione regolare | Stagione regolare        | Playoff | Playoff | Playoff | Playoff                                             |
| Squadra    | Anno       | V                 | S                 | N                 | % V               | Pos.                     | V       | S       | % V     | Risultato                                           |
| ---------- | ---------- | ----------------- | ----------------- | ----------------- | ----------------- | ------------------------ | ------- | ------- | ------- | --------------------------------------------------- |
| GB         | 1959       | 7                 | 5                 | 0                 | .583              | 3º (pari) nella NFL West | –       | –       | –       | –                                                   |
| GB         | 1960       | 8                 | 4                 | 0                 | .667              | 1º nella NFL West        | 0       | 1       | .000    | Sconfitta in finale con Philadelphia                |
| GB         | 1961       | 11                | 3                 | 0                 | .786              | 1º nella NFL West        | 1       | 0       | 1.000   | Vinto campionato NFL                                |
| GB         | 1962       | 13                | 1                 | 0                 | .929              | 1º nella NFL West        | 1       | 0       | 1.000   | Vinto campionato NFL                                |
| GB         | 1963       | 11                | 2                 | 1                 | .846              | 2º nella NFL West        | –       | –       | –       | –                                                   |
| GB         | 1964       | 8                 | 5                 | 1                 | .615              | 2º nella NFL West        | –       | –       | –       | –                                                   |
| GB         | 1965       | 10                | 3                 | 1                 | .769              | 1º nella NFL West        | 2       | 0       | 1.000   | Vinto campionato NFL                                |
| GB         | 1966       | 12                | 2                 | 0                 | .847              | 1º nella NFL West        | 2       | 0       | 1.000   | Vinto Super Bowl I                                  |
| GB         | 1967       | 9                 | 4                 | 1                 | .692              | 1º nella NFL Central     | 3       | 0       | 1.000   | Vinto Super Bowl II                                 |
| GB Totale  | GB Totale  | 89                | 29                | 4                 | .754              |                          | 9       | 1       | .900    | 5 titoli NFL, 6 titoli di conference, in 9 stagioni |
| WAS        | 1969       | 7                 | 5                 | 2                 | .583              | 2º nella Eastern Capital | –       | –       | –       | –                                                   |
| WAS Totale | WAS Totale | 7                 | 5                 | 2                 | .583              |                          |         |         |         |                                                     |
| Totale     | Totale     | 96                | 34                | 6                 | .738              |                          | 9       | 1       | .900    |                                                     |

## Opere
- Run to Daylight, con Wilfred Charles Heinz

## Lombardi nella cultura di massa
Nel film Rock 'n' Roll High School la scuola in questione è intitolata a Vince Lombardi.